# Anthony Sadler
Pour les articles homonymes, voir Sadler.
Anthony Sadler Jr., né le 13 juillet 1992 à Sacramento en Californie aux États-Unis, est un acteur et écrivain franco-américain. En août 2015, avec Aleksander Skarlatos et Spencer Stone, Sadler neutralise un homme armé dans un train vers Paris. Cet acte lui a valu des honneurs dans son pays et à l'étranger : François Hollande, alors président de la République, lui décerne la Légion d'honneur.
Skarlatos, Stone et Sadler ont rédigé un ouvrage autobiographique : Le 15h17 pour Paris, publié en août 2016, pour raconter les évènements autour de cet attentat. Clint Eastwood en a produit un film portant le même titre, dans lequel les trois hommes incarnent leurs propres rôles.

## Attentat du Thalys en 2015
Alek Skarlatos, Spencer Stone et Anthony Sadler Jr. sont amis depuis l'enfance. Le 21 août 2015, alors qu'ils se trouvent en vacances, ils montent à bord du train Thalys no 9364 allant d'Amsterdam à Paris via Bruxelles. Ayoub El Khazzani, se trouvant dans la voiture no 12, armé d'un AKM et muni de 270 cartouches, tire sur un passager qui a voulu l'intercepter. Stone se jette sur le tireur et lutte au corps-à-corps contre lui, reçoit des coups de cutter dans la nuque, l'arcade sourcillère et la main (manquant de perdre son pouce). Skarlatos s'empare de l'arme de l'assaillant et le frappe avec la crosse jusqu'à ce qu'El Khazzani devienne inconscient.

### Récompenses
À la suite de cet évènement, Sadler, Skarlatos et Stone reçoivent l'attention du public. Le président François Hollande leur décerne le grade de chevalier de la Légion d'honneur. Les trois hommes reçoivent les félicitations de Bernard Cazeneuve et de David Cameron. Lors d'une cérémonie au Pentagone, Stone reçoit l'Airman's Medal de l'USAF ainsi que le Purple Heart. Il reçoit aussi la Secretary of Defense Medal for Valor (en) et la Décoration civique pour acte de bravoure.
Avec Alek Skarlatos et Spencer Stone, il effectue en avril 2018 une demande de naturalisation pour obtenir la nationalité française. Elle leur est attribuée le 20 septembre 2018 (date de publication dans le Journal officiel de la République française), et ce rétroactivement à la date de leur demande. Ils obtiennent leurs certificats de naturalisation lors d'une cérémonie organisée le 31 janvier 2019 à Sacramento en Californie avec le consulat général de France à San Francisco.

## Vie après l'attentat du Thalys
En 2017, Sadler obtient un diplôme à l'université d'État de Californie.

## Filmographie
- 2018 : Le 15 h 17 pour Paris

## Distinctions

### Décorations
- Chevalier de la Légion d'honneur
- Médaille civique de première classe (Belgique)